# Ала Пугачова
Ала Борисовна Пугачова (рус. Алла Борисовна Пугачёва; Москва 15. април 1949) руска је певачица, композитор и глумица. Једна је од најпознатијих и најцењенијих певачица из Русије.

## Каријера
Рођена је 15. априла 1949. у Москви. Године 1969. дипломирала је хорско дириговање на Музичкој школи „Иполитов - Иванов“ у Москви.
У периоду од 1971. до 1972. била је у групи Олег Лундстрен бигбенд, а касније и у Веселите момчета (1973).
У 1974. Пугачова осваја трећу награду на такмичењу за поп уметнике. Велики таленат за певање је доказала на фестивалу Златни Орфеј наредне године, када је примила награду са песмом Арлекино Емила Димитрова.
Касних седамдесетих и раних осамдесетих Пугачева је постала највећа звезда руске поп музике и стиче популарност изван Совјетског Савеза. Добила је награду Ћилибарски славуј на Гран при фестивалу у Сопоту, Пољска (1978). Поред те награде низала је успехе широм Европе: златна плоча у Финској, пева у Олимпији у Паризу (1982) и на репрезентативном фестивалу Сан Ремо (Италија). Наступала је на отварању културног центра Совјетског Савеза у Бечу и учествује у добротворним концертима у Финској и другим државама. Продала је око 250 милиона примерака плоча и дискова.
Пугачова је ауторка, глумица и водитељка на десетине телевизијских и концертних програма. У својој домовини Пугачева је почаствована са много националних награда, укључујући и титулу „Заслужни уметник“.
Ради успешно као глумица и композиторка. Урадила је музику у филмовима Жена која пева из 1977. и Дошао сам и причам (1986). У првом филму је такође написала музику под псеудонимом Борис Горбонос.
У 90-им, Ала Пугачова је имала огроман утицај на руску поп сцену. Током овог периода одржала је годишњи фестивал под називом "Рождественские встречи" (срп. Божићни сусрети). Учешће на овом фестивалу учинило је да певачи почетници буду познати широм земље. Истовремено, Пугачева је наставила да издаје сопствене албуме и синглове. Једна од њених најпознатијих песама тог периода била је песма "Позови меня с собой" (срп. Зови ме са тобом) (аутор и оригинални извођач - Татјана Снежина, која је трагично умрла 1995. године у доби од 23 године); у 2015. години, текст ове песме заузео је 23. место у топ-100 најпознатије руске поезије у историји. Ала Пугачова представљала је Русију на Песми Евровизије 1997.
Председник Дмитриј Медведев је одликовао Орденом за заслуге трећег степена на њен рођендан 2009. године. Добра је пријатељица са некадашњом украјинском премијерком Јулијом Тимошенко.
Из првог брака има ћерку Кристину Орбакајите. Од 1994. до 2005. је била удата за поп звезду Филипа Киркорова. Од 2011. године удата је за познатог руског хумористу пародијског жанра Максима Галкина.

## Политичка уверења
На председничким изборима 1996. подржала је Бориса Јељцина, рекавши да они који гласају за њега бирају пут развоја земље, док се они који гласају за Зјуганова руководе само осећањем негодовања према свету..
На председничким изборима 2011. подржала је Михаила Прохорова.
На парастосу Михаилу Горбачову није могла да задржи сузе и рекла да је захваљујући њему Совјетски Савез престао да буде империја зла, а совјетски грађани су добили слободу, а што је најважније, Горбачов је одбацио насиље као начин вођења политике и средство за задржавање власти.
Пугачова се 18. септембра 2022. обратила руским властима са захтевом да је признају као страног агента, попут њеног супруга Максима Галкина: "Молим вас да ме упишете у редове страних агената моје вољене земље, јер сам солидарна са својим мужем, поштеном, поштеном и искреном особом, истинским и непоткупљивим патриотом Русије, који отаџбини жели просперитет, миран живот , слободу говора и окончање смрти наше деце за илузорне циљеве који нашу земљу чине паријем и оптерећују животе наших грађана.".

## Дискографија
| - 1976 — Арлекино (SP) - 1977 — Зеркало души (LP) - 1978 — Всё могут короли (LP) - 1978 — Greatest Hits (2 LP, RCA Victor) - 1979 — Арлекино и другие (LP) - 1979 — Алла. Пугачёва. Гала-концерт (LP) - 1980 — Поднимись над суетой (LP) - 1980 — То ли ещё будет (LP) - 1980 — Для гостей Олимпиады-80 (2 LP, EMI Records) - 1980 — Дискотека А (LP) - 1981 — Дежурный ангел (SP) - 1981 — Маэстро (SP) - 1982 — Как тревожен этот путь (2 LP) - 1982 — Парад планет Марка Минкова (LP) - 1982 — У Вас в гостях Маэстро (LP) - 1983 — Миллион алых роз (LP, Victor) - 1983 — Ах, как хочется жить (LP) - 1984 — Soviet Superstar (Greatest Hits 1976-84) (2 LP, Track) - 1984 — Цыганский хор (SP) - 1984 — Алла Пугачёва поёт песни Ильи Резника (SP) - 1985 — Watch out (LP, World Record Music) - 1985 — Алла Пугачёва в Стокхолм (LP) - 1985 — Сонет (SP) - 1985 — Стадион (LP) - 1986 — Счастья в личной жизни! (LP) - 1986 — Паромщик (SP) - 1986 — Две звезды (SP) - 1987 — Алла Пугачёва-87 (LP) - 1987 — Окраина (SP) - 1987 — Пришла и говорю (LP) | - 1988 — Песни вместо писем(LP) - 1988 — Миллион алых роз (CD, Victor) - 1989 — Paromshik (LP) - 1990 — Алла (CD) - 1990 — Мой голубь (SP) - 1991 — Алла Пугачева (LP) - 1991 — Рождественские встречи-91 (LP) - 1992 — Рождественские встречи-92 (LP) - 1993 — Без меня - 1994 — Алла Пугачёва — 94 (CD, Solo-Florentin GmbH) - 1994 — Верю в тебя (CD) - 1994 — Любовь, похожая на сон (Песни Игоря Крутого) (2 CD, Jeff Music Corp.) - 1994 — Путь звезды - 1995 — Не делайте мне больно, господа - 1996 — Коллекция (CD 13) - 1997 — Две звезды - 1997 — Примадонна - 1998 — Да! - 1999 — Избранное - 1999 — Белый снег - 2000 — Лучшие песни - 2000 — Мадам Брошкина - 2001 — Речной трамвайчик - 2001 — Алла в Рождественских встречах - 2002 — А был ли мальчик? - 2002 — Это любовь! - 2003 — Живи спокойно, страна! - 2004 — За двумя зайцами - 2007 — Новые и неизданные песни / 2002—2006 - 2008 — Приглашение на закат (CD) |